# Bannwaldsee

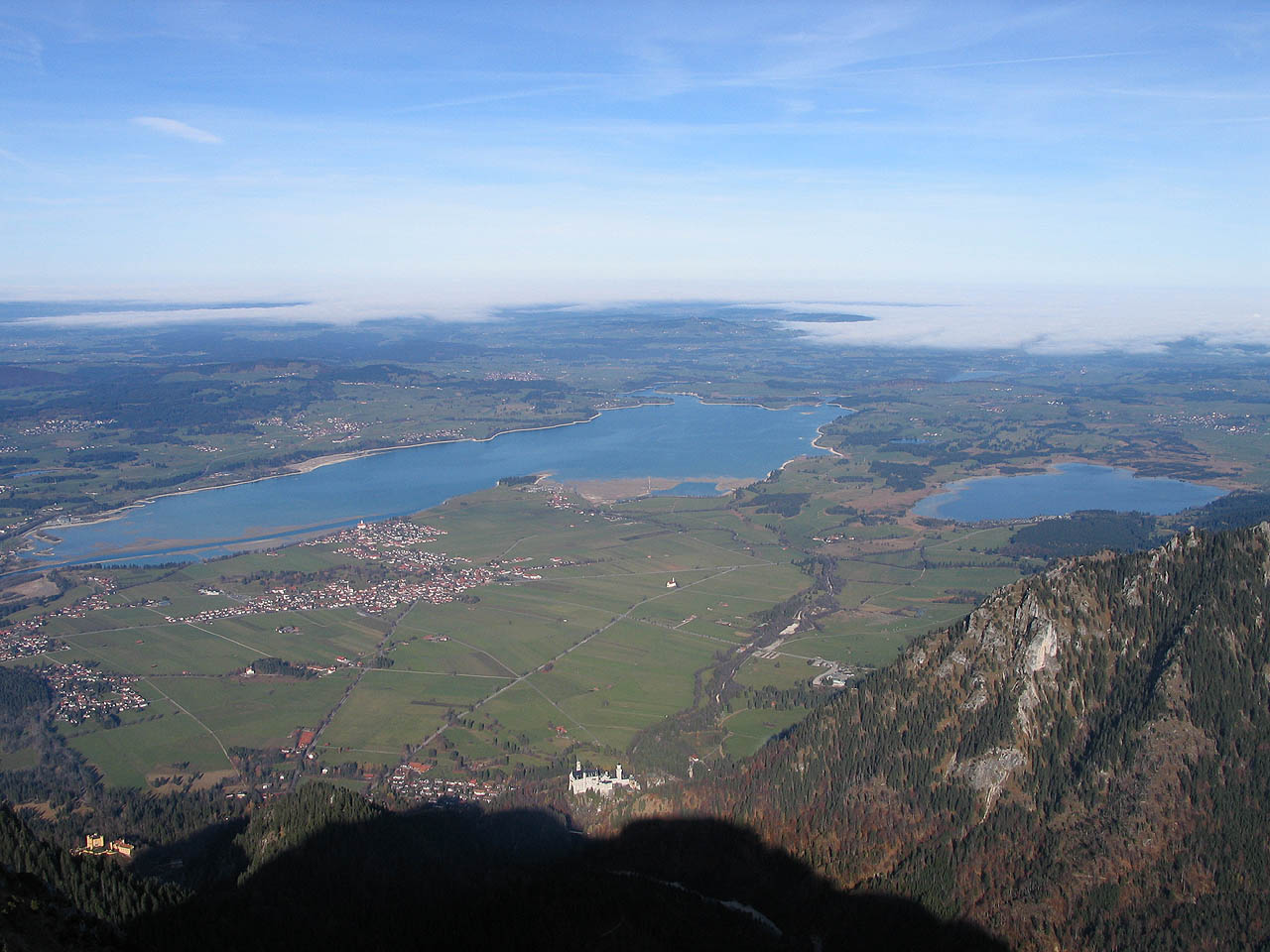
Forggensee, Bannwaldsee e il Castello di Neuschwanstein visti da una cima delle Alpi dell'Algovia.

Il Bannwaldsee è un lago dell'Algovia Orientale e si trova in prossimità del Forggensee. 
Si trova all'altitudine di circa 785 metri, ha una profondità massima di 12 metri e una superficie di 2,28 km².
Il Bannwaldsee si estende quasi nella totalità nel comune di Schwangau a circa 5 km da Füssen vicino al Castello di Neuschwanstein.